# ローグヴァニア
ローグヴァニア（英語: roguevania）は、コンピュータゲームのサブジャンルの一つである。『ローグライク』+『メトロイドヴァニア』(=『メトロイド』+『キャッスルヴァニア（悪魔城ドラキュラの欧米版タイトル名）』)という2つのコンピュータゲームを融合したジャンルであり、このジャンルのゲームには両シリーズの要素が取り入れられている。

## 特徴
ローグヴァニアのゲームは、通常2次元の横スクロール型プラットフォームゲームのアクションRPGで、プレイヤーが探索できる広大で互いに繋がっているワールドマップが、プレイするたびにランダムに生成されるのが特徴である。

## 歴史
電撃PlayStationによれば、このジャンルは元々2018年にフランスのゲームメーカーMotion Twinによるゲームである『Dead Cells』の独自ジャンルである。
その後このジャンルは他社でも作られ、例えばコナミからは2022年にファミリーコンピュータの『月風魔伝』をベースにしたローグヴァニアである『GetsuFumaDen: Undying Moon』が発売された。